# ЛК-1

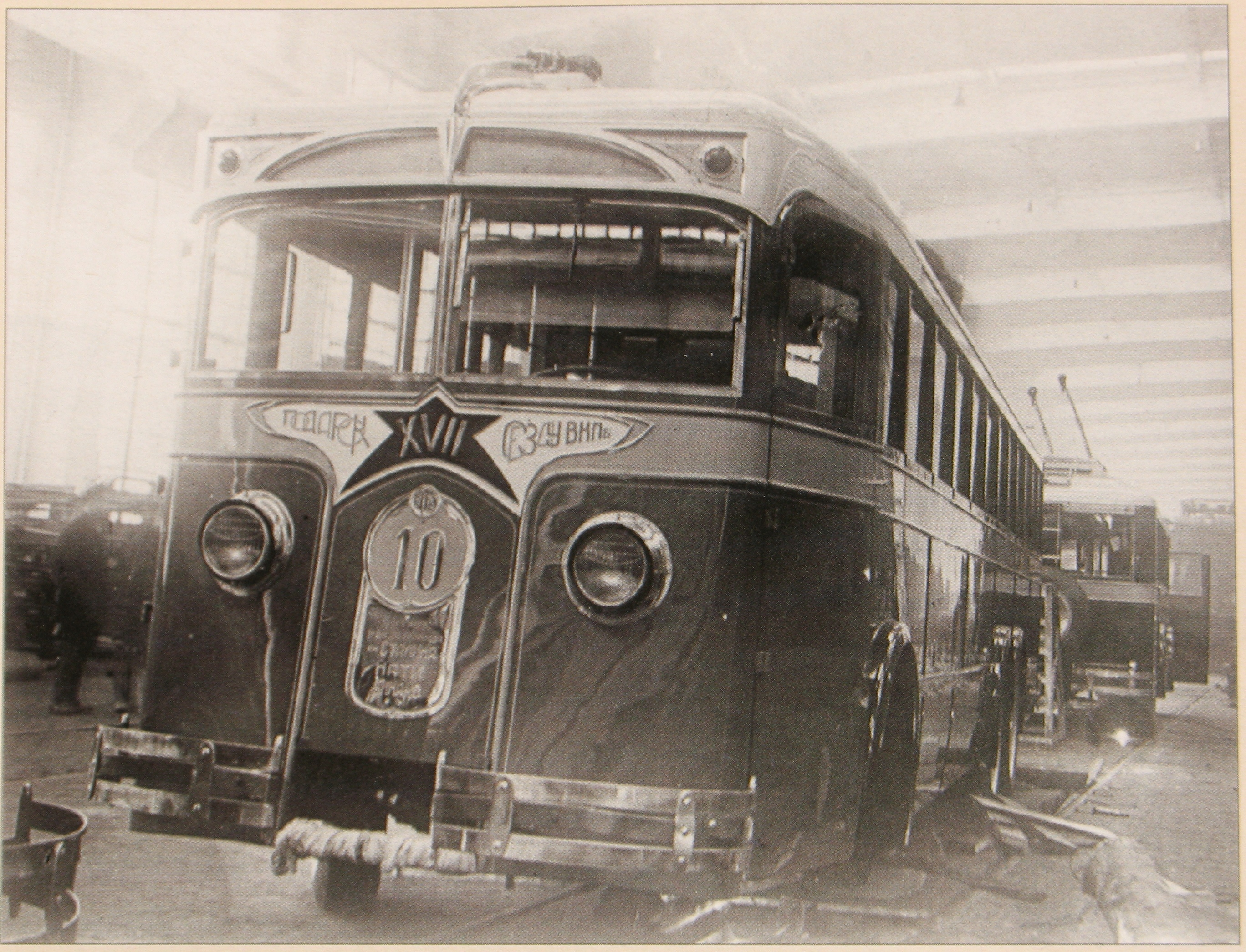
Перший московський тролейбус «Подарунок 17 з'їзду ВКП (б)»

«ЛК-1» (названий на честь Лазаря Кагановича) — перший радянський тролейбус. 15 листопада 1933 року о 11:00 ЛК-1 під номером 2 вийшов у свій перший рейс по Москві. Перший маршрут проходив по Ленінградському шосе від Білоруського вокзалу до Окружної залізниці і становив сім кілометрів.

## Історія розвитку
Тролейбус виготовлявся на основі кооперації кількох підприємств: збірку виробляв СВАРЗ (Сокольницький вагоноремонтний завод), але лише в 1933–1935 роках, шасі — АРЕМЗ, а електрообладнання — завод «Динамо». Пізніше збірку також став виробляти Київський трамвайний завод ім. Т. Домбаля (пізніше КЗЕТ).
Дослідні ЛК-1 з номерами 1 і 2 були побудовані до листопада 1933 року. ЛК-2 з номерами від 3 до 8 були випущені до січня 1934 року, а номер 9, вантажний, навесні 1934 року. Тоді ж був зібраний в одному примірнику тривісний тролейбус ЛК-3 довжиною 12 метрів, що вміщав 70 пасажирів (50 + 20). Він експлуатувався в Ленінграді до 1939 року,  розбився в аварії. Надалі випускалися комфортніші моделі ЛК-4 та ЛК-5 (з посиленими напіввісями). Всього було випущено близько сотні тролейбусів ЛК. На жаль, жодного примірника не збереглося.
З 1936 р. ЛК-1 почали замінюватися більш досконалими ярославськими ЯТБ-1 і до кінця 30-х років практично зникли з вулиць Москви.

## Технічне влаштування
ЛК-1 є високопідлоговим тролейбусом для внутрішньоміських пасажирських перевезень.
Тролейбус мав вагонне компонування, дерев'яний кузов з металевою обшивкою, шасі від автобуса Я-6 і роликові голівки струмоприймачів. Однак, як і всяке починання, цей тип мав суттєві недоліки і недоробки (всього лише одні двері, відсутність пневматичних гальм, опалення, склоочисників, та інших елементів для комфортної поїздки пасажирів).